# Matanzas (pokrajina)
Matanzas je druga kubanska provincija po veličini. Nalazi se istočno od glavnog grada Havane. Prostor je pretežno ravničarski. Na sjevernoj obali su brojni mali otoci i atoli. Na jugu je velika močvara Ciénaga de Zapata. Na južnoj obali je Zaljev svinja u kojem su SAD izvršile invaziju protiv Castrove vlasti.
Matanzas je najindustrijaliziranija kubanska provincija. Postoje rafinerije nafte, brodogradnja i industrija šećera. Glavni grad provincije Matanzas je poznat po afro-kubanskom folkloru. Naziva se Grad mostova.